# Острогото
Острогото (Острогота; лат. Ostrogotho; между 476 и 488 — 518 или 520) — королева бургундов (516—518 или 520) по браку с Сигизмундом.

## Биография
Об Острогото и связанных с нею событиях сообщается в нескольких раннесредневековых исторических источниках: в том числе, в «О происхождении и деяниях гетов» Иордана, «Анониме Валезия», двух сочинениях Эннодия («Панегирике королю Теодориху» и «Житии Епифания Тицинского»), гомилии Авита Вьенского, «Хронике» Мария Аваншского, «Истории франков» Григория Турского и ряде других трудов.
Острогото была одной из дочерей Теодориха Великого (возможно, старшей). Имя её матери неизвестно. По свидетельству Иордана, та была конкубиной короля остготов, однако в «Анониме Валезия» она названа законной супругой Теодориха Великого. Острогото родилась ещё тогда, когда остготы жили в Мёзии. Дата её рождения определяется приблизительно периодом от 476 до 488 года. Единоутробной сестрой Острогото была Тиудигото, а единокровной — Амаласунта.
По свидетельству Эннодия, Острогото сопровождала отца в одной из его поездок в Константинополь. Здесь она была крещена (по какому обряду, никейскому или арианскому, в труде Эннодия не упоминается, но скорее всего, по второму из них), и во время этой церемонии наречена именем Ариадна (или Ариагна; лат. Ariadne или Ariagni). Это имя Острогото получила в честь жены императоров Зинона и Анастасия I Ариадны. Чтобы отличать дочь Теодориха Великого от императрицы, её стали называть прозвищем Острогото (то есть «остготка»), под которым она и стала известна большинству упоминавших о ней средневековых авторов.
Вместе с другими членами семьи Теодориха Великого Острогото участвовала в переселении остготов на Апеннинский полуостров, и во время войны с Одоакром находилась в Тицине (современной Павии). Здесь же около 490 года она была обручена с Сигизмундом, сыном и наследником короля бургундов Гундобада. Посредником в переговорах между двумя правителями был епископ Тицина Епифаний. Его Теодорих Великий вместе с епископом Турина Виктором и Эннодием между летом 493 года и летом 496 году посылал в Лион к Гундобаду, чтобы договориться об условиях заключения брака. В знак признательности за право породниться с таким знатным родом как Амалы, король Гундобад возвратил Теодориху Великому шесть тысяч итальянцев, пленённых бургундами в Лигурии во время похода 490 или 491 года. Из них четыреста пленных, находившихся в собственности Гундобада, были освобождены безвозмездно, а за остальных их хозяевам был заплачен выкуп. По разным данным, брак Сигизмунда и Острогото был заключён в 495/496 году или 501/502 году. Церемония бракосочетания состоялась в Риме, куда Сигизмунд специально приехал из Бургундского королевства. Это был династический брак, призванный скрепить союзные отношения между остготами и ставшими их северными соседями бургундами. Также, вероятно, брак должен был способствовать созданию направленного против правителя франков Хлодвига I союза между Теодорихом Великим, Гундобадом и вестготским королём Аларихом II.
Детьми от брака Сигизмунда и Острогото были сын Сигирих, до своей гибели в 522 году считавшийся наследником бургундского престола, и дочь Суавегота, в том же году ставшая женой франкского короля Теодориха I.
О жизни Острогото в период между браком с Сигизмундом и её смертью сведений в средневековых источниках не сохранилось. Современные историки предполагают, что будучи арианкой Острогото могла сыграть негативную роль в отношениях между родителями своего мужа, сторонником арианства Гундобадом и исповедовавшей никейское христианство Каретеной. Из трудов Авита Вьенского следует, что вскоре после 501 года король Гундобад развёлся с Каретеной и взял в жёны другую женщину, а бывшая королева бургундов ушла в монастырь, где и скончалась в 506 году. Сам Гундобад умер в 516 году, после чего бургундский престол унаследовал его сын Сигизмунд.
Дата смерти Острогото неизвестна, но она скончалась ещё при жизни Сигириха. Возможно, это произошло в 518 или 520 году. В отличие от мужа, ставшего исповедником никейского христианства, Острогото до самой смерти оставалась арианкой.
После смерти Острогото Сигизмунд женился на её служанке Констанции, родившей ему Гисклахада и Гундобада. Однако желание новой королевы возвести одного из своих сыновей на бургундский престол в итоге привело к гибели всей её семьи. По наущению Констанции Сигизмунд повелел задушить Сигириха, но затем раскаялся в своём поступке и отрёкся от престола. Этим воспользовались франки: в 523 или 524 году они вторглись во владения бургундов и убили Сигизмунда, его жену и сыновей. Таким образом, гибель Сигириха положила конец матримониальной политике Теодориха Великого в отношении бургундов, главной целью которой было установление остготской гегемонии над варварскими государствами. Окончательно Бургундское королевство было захвачено Меровингами в 532—534 годах.

## Комментарии
1. ↑  Амаласунта была дочерью Теодориха Великого и франкской принцессы Аудофледы[8][14][15][16][17].
2. ↑  Некоторые историки относят к тому же времени и брак дочери Теодориха Великого Тиудигото с Аларихом II[18][36][37]. Однако другие медиевисты считают, что это бракосочетание состоялось в 502 году: они связывают его с событиями Вестгото-франкской войны 494—502 годов[12][13][38].
3. ↑  По мнению ряда историков, матерью Суавеготы была не Острогото, а Констанция[4][39].
4. ↑  О вероисповедании сына Острогото Сигириха достоверных сведений не сохранилось. На основании одного из писем Авита Вьенского предполагается, что в 517 году тот всё ещё был арианином[20][21].
5. ↑  По некоторым данным, вторую жену Сигизмунда звали Фредегария (лат. Fredegaria)[48][49].